# جاك جبريل
جاك جبريل (بالفرنسية: Jacques Gabriel)‏ هو فنان ورسام هايتي، ولد في 1934 في بورت أو برانس في هايتي، وتوفي في 1988.